# Cerianthus filiformis
Cerianthus filiformis è un corallo della famiglia Cerianthidae.

## Descrizione
Specie sciafila, le punte dei tentacoli sono bioluminescenti. Il tubo prodotto dall'animale affonda per anche due metri nella sabbia su cui si insedia.